# Rockville II (FM)
Rockville II è l'ottavo album in studio della band britannica FM, pubblicato nel 2013 su etichetta Riff City Records. È il seguito del disco Rockville, dato alle stampe anch'esso nel medesimo anno.
| Recensione       | Giudizio |
| ---------------- | -------- |
| Metal-Temple.com | 8/10     |

## Tracklist
1. High [4:07]
2. Bad addiction [3:55]
3. Guilty [3:45]
4. Desolation Station [1:54]
5. Runaway train [4:34]
6. Living for the weekend [3:53]
7. Forever & a day [3:59]
8. Paradise Highway [4:37]
9. Brother take me home [4:47]
10. Last Chance Saloon [6:46]

## Formazione
- Steve Overland - voce, chitarra
- Mervin Goldsworthy - basso
- Pete Jupp - batteria
- Jim Kirkpatrick - chitarra
- Jem Davis - tastiera